# Rudolf Krämer-Badoni
Rudolf Krämer-Badoni (* 22. Dezember 1913 in Rüdesheim als Rudolf Krämer; † 18. September 1989 in Wiesbaden) war ein deutscher Schriftsteller.

## Leben
Rudolf Krämer – Sohn eines Postbeamten – studierte nach dem Besuch des Gymnasiums in Geisenheim Literaturwissenschaft, Philosophie, Sprachen und Geschichte in Frankfurt am Main. 1937 heirateten Rudolf Krämer und die Italienerin Laura Badoni, deren Namen er als zweiten Teil seines Doppelnamens annahm. 1938 wurde er mit einer Arbeit über Rilke und Bachofen promoviert. Am Zweiten Weltkrieg nahm er als Mitglied einer Sanitätseinheit teil. Sein erster Roman Jacobs Jahr, der bereits gedruckt war und 1943 erscheinen sollte, wurde wegen vermuteter versteckter Kritik am nationalsozialistischen Regime nicht ausgeliefert und erschien erst in den 1970er-Jahren in einer regulären Ausgabe.
Nach 1945 war Krämer-Badoni zuerst Redakteur bei der in Heidelberg erscheinenden Zeitschrift Die Wandlung und unternahm Reisen nach Italien. Ab 1948 lebte er als freier Schriftsteller in Rüdesheim. Von 1952 bis 1962 schrieb er Rezensionen für die Frankfurter Allgemeine Zeitung, ab 1963 war er Mitarbeiter bei der Welt. Neben seinen erzählerischen Werken verfasste Krämer-Badoni auch Essays, in denen er sich mit so unterschiedlichen Themen wie Kunsttheorie, Anarchismus und Önologie befasste. 1952 wurde er Mitglied im PEN-Zentrum der BRD.

## Weltanschauung
Von seiner Weltanschauung her war Krämer-Badoni Konservativer und Antikommunist, was sich in seiner heftigen Gegnerschaft gegen jegliche linke Bestrebungen in Literatur und Gesellschaft der 1960er Jahre und gegen die Politik der sozialliberalen Regierung in den 1970er Jahren ausdrückte. Im Jahre 1977 trat er wegen angeblich vorhandener antibürgerlicher Tendenzen aus dem PEN-Zentrum der Bundesrepublik Deutschland aus und wechselte zum Deutschschweizer PEN-Zentrum.
Dass Krämer-Badoni sich nur schwer einordnen ließ, hatte sich bereits 1962 während der Spiegel-Affäre gezeigt, als er den Rücktritt Adenauers gefordert hatte. 1977 trat er auch aus dem liberalen Freien Deutschen Autorenverband aus, dem er nunmehr Rechtstendenzen vorwarf. Ähnlich schwankende Positionen vertrat der Autor in religiösen Fragen: Während er sich noch 1980 in einer Veröffentlichung gegen die in seinen Augen „permissive“ und „liberalistische“ Haltung der Katholischen Kirche wandte und die Ansichten des antimodernistischen Erzbischofs Lefebvre rechtfertigte, vollzog er gegen Ende seines Lebens unter dem Eindruck des Todes seiner Ehefrau die Wendung vom Katholizismus zum Atheismus, wovon auch seine letzten beiden Bücher handeln.

## Werke
- In der großen Drift. Darmstadt 1949
- Der arme Reinhold. Hamburg 1951
- Land der offenen Tore. Wiesbaden 1951
- Mein Freund Hippolyt. Esslingen 1951
- Liebe denkt nicht an sich. Darmstadt 1954
- Die Insel hinter dem Vorhang. Wiesbaden 1955
- Das kleine Buch vom Wein. Gütersloh 1960
- Über Grund und Wesen der Kunst. Frankfurt 1960
- Kunst und Automation. Wien 1961
- Sie sahen einen gelben Stern (mit Gertrud Busch und Peter Laregh). Berlin 1961
- Bewegliche Ziele. Wiesbaden 1962
- Gewalt und Wirkung des gedruckten Wortes. München 1962
- Vorsicht, gute Menschen von links. Aufsätze und Essays. Mohn, Gütersloh 1962[2]
- Taunus (mit Josef Jeiter). Frankfurt am Main 1963
- Ignatius von Loyola oder Die größere Ehre Gottes. Köln 1964
- Das Unternehmerbild in unserer Zeit. München 1966
- Die Last, katholisch zu sein. München 1967
- Deutschland, deine Hessen. Hamburg 1968
- Anarchismus. Wien 1970
- Mein beneidenswertes Leben. Hamburg 1972
- Die niedliche Revolution. Opladen 1973
- Gleichung mit einer Unbekannten. Hamburg 1977
- Jacobs Jahr. Darmstadt 1978
- Das Welt-Wein-Buch. Stuttgart 1978
- Revolution in der Kirche. München 1980
- Galileo Galilei. München 1983
- Zwischen allen Stühlen. München 1985
- Judenmord, Frauenmord, Heilige Kirche. München 1988
- Leben, lieben, sterben ohne Gott. München 1989

Als Herausgeber
- 10. Darmstädter Gespräch, Mensch und Menschenbilder, Herausgegeben von Dr. Rudolf Krämer-Badoni und Dr. Hans Gerhard Evers. Neue Darmstädter Verlagsanstalt, 1968.

Übersetzungen
- Lawrence Bachmann: Vor uns die Hölle. Frankfurt am Main 1958
- Morris M. Musselman: Heiratet Rothaarige! Frankfurt am Main 1952
- Walter Boughton Pitkin: Die besten Jahre. Frankfurt am Main 1953
- Daniele Varè: Abschied von den Königen. Frankfurt am Main 1952
- Daniele Varè: Freund der Tiere. Frankfurt am Main 1953